# Madison (Ohio)
Madison is een plaats (village) in de Amerikaanse staat Ohio, en valt bestuurlijk gezien onder Lake County.

## Demografie
Bij de volkstelling in 2000 werd het aantal inwoners vastgesteld op 2921.
In 2006 is het aantal inwoners door het United States Census Bureau geschat op 3088, een stijging van 167 (5,7%).

## Geografie
Volgens het United States Census Bureau beslaat de plaats een oppervlakte van
11,9 km², geheel bestaande uit land. Madison ligt op ongeveer 178 m boven zeeniveau.

## Plaatsen in de nabije omgeving
De onderstaande figuur toont nabijgelegen plaatsen in een straal van 16 km rond Madison.